# Akhmat-Iourt
Aẋmad-Yurt
Akhmat-Iourt (en russe : Ахма́т-Юрт) ou Aẋmad-Yurt (en tchétchène : Ахьмад-Йурт) est un village de Tchétchénie en fédération de Russie, dans le raïon Kourtchaloï, à 52 km au sud-est de Grozny. Sa population s'élevait à 8 990 habitants en 2021. Le chef de la république de Tchétchénie Ramzan Kadyrov y est né en 1976.

## Toponymie
Le nom historique tchétchène du village est Khossi-Iourt (Хоси-Йурт). De 1859 à 1944 le village s'appelait en russe Tsentaroï (d'après le clan tchétchène y résidant), il est rebaptisé en 1944 en Krasnoarmeïskoïe (en l'honneur de l'Armée rouge) et reprend son nom de Tsentaroï en 1958. En 2019 Tsentaroï devient Akhmat-Iourt en hommage à Akhmad Kadyrov dont la famille est originaire du village et qui y est enterré.

## Géographie
Akhmat-Iourt est traversé par la rivière Mitchik, à 12 km au nord-est de Kourtchaloï, et se trouve à 253 m d'altitude.

## Population
Le village avait une population de 3 607 habitants en 1990, 7 115 habitants en 2010 et 8 990 habitants en 2021.
Il est peuplé à 99,7 % de Tchétchènes.